# Enloquecéme
Enloquecéme es una canción cantada por el grupo mexicano OV7, incluida en su octavo álbum de estudio CD 00 (2000). Esta canción fue lanzada como el primer sencillo oficial del disco.

## Otros datos
Esta canción fue utilizada como tema principal de la telenovela juvenil mexicana Locura de amor que fue protagonizada por los actores Irán Castillo y Juan Soler.
En 2023 la agrupación Grupo Firme lanzó un cover de la canción y el videoclip también con temática LGBT.

## Video musical
Los integrantes están dentro de un fondo de color blanco y sentados en un sillón mientras cantan hasta el final.Producido por MTV México, dirección Jeanine Anuel.

## Posicionamiento en listas
| Lista (2000)                                | Mejor posición |
| ------------------------------------------- | -------------- |
| El Salvador (EFE)                           | 6              |
| Guatemala (EFE)                             | 2              |
| Honduras (EFE)                              | 1              |
| Estados Unidos (Billboard Hot Latin Tracks) | 26             |